# Cerveteri
Cerveteri (italijanski: [tʃervɛːteri]) je mesto in občina severnega Lacija v metropolitanskem mestu Rim. Znano v času Rimljanov kot Caere in prej v obdobju Etruščanov kot Caisra ali Cisra ter kot Agylla (ali Άγυλλα) pod Grki, njegovo sodobno ime izhaja iz Caere Vetus, ki se je uporabljalo v 13. stoletju, da bi ga razlikovali od Caere Novum (sedanje mesto).
Znano je po najdišču starega etruščanskega mesta , ki je bilo eno najpomembnejših etruščanskih mest z območjem več kot 15-krat večjim od današnjega mesta.
Caere je bila ena od mestnih državic etruščanske zveze in je okoli 600 pr. n. št. imelo morda okrog 25.000 - 40.000 prebivalcev. 

## Najdišče
Antično mesto je bilo oddaljeno približno 7 km od morja, lega, zaradi katere je bilo bogato trgovsko mesto, ki je prvotno nastalo zaradi rudnikov železove rude na gori Tolfa. 
Imelo je tri morska pristanišča, vključno Pyrgi, povezano s Caereom s cesto, dolžine 13 km in široko 10 m in Punicum.
Pyrgi je bil znan tudi po svetišču monumentalnih templjev iz leta 510 pr. n. št., ki ga je zgradil kralj iz Caere in je bilo posvečeno boginjam Levkotei in Ilitiji, iz katerega so v Villa Giulia razstavljane mogočne in lepe skulpture.

## Spomeniki
Malo je znano o antičnem mestu, čeprav je šest templjev znanih iz različnih virov. Dva izmed njih sta bila izkopana, eden Herin, drugi na severu mesta. Deli mestnega obzidja so še danes vidni, izkopavanja pa so odkrila gledališče. najdene so bile tri nekropole. Vsebina grobnic je bila izkopana, pogosto kaotično in nezakonito; v zadnjih nekaj stoletjih so prinesle bogate in izvrstne predmete, vključno s keramiko in nakitom, ki danes krasijo številne muzeje po svetu. Eno znano in pomembno umetniško delo je Sarkofag zakoncev.

### Nekropola Banditaccia
Najbolj znana znamenitost Cerveterija je Necropoli della Banditaccia, ki jo je UNESCO razglasil za svetovno dediščino skupaj z nekropolo v Tarkviniji. Zajema površino 400 hektarjev, od tega je mogoče obiskati 10 hektarjev, ki obsega skupaj približno 1000 grobnic, pogosto nameščenih v značilnih gomilah. To je največja antična nekropola na območju Sredozemlja. Ime Banditaccia prihaja iz besede bando, 'najem' območja kopnega prebivalstva Cerveterija s strani lokalnih lastnikov zemljišč.
Grobovi so od 9. stoletja pr. n. št. (Villanovska kultura) do poznejšega etruščanskega obdobja (3. stoletje pred našim štetjem). Najzgodnejši grobovi so v obliki jam, v kateri je bil spravljen pepel mrtvih. Prav tako so prisotne preproste jame.
Najpomembnejše grobnice so:
- Grobnica Regolini-Galassi z bogatimi najdbami zlata iz srede 7. stoletja pr. n. št.
- Grobnica kapitelov (Tomba dei Capitelli), sredina 6. stoletja pr. n. št.
- Grobnica ščitov in stolov (Tomba degli Scudi e delle Sedie), sredina 6. st. pr. n. št.
- Grobnica naslikanih levov (Tomba dei Leoni dipinti), 620 pr. n. št.
- Grobnica reliefov (Tomba dei Rilievi), 4. - 2. stoletje pr. n. št.; je v skalo vklesana dvorana s 13 nišami za pokope in parom podpornih stebrov. Pripadala je aristokratski družini Matuna in je okrašena z realistično oblikovanimi in poslikanimi štukaturami oklepov, orožja, gospodinjskih pripomočkov, prestižnih in kultnih predmetov in pravih in izmišljenih živali. Glavna niša je izklesana v obliki ležišča za pojedine (kline), pod njo sta dva podnožnika in dva lika iz podzemlja: triglavi pes Kerber in Scila - pol človek, pol kača. Okrašena sta tudi stebra.
- Grobnica morskih valov (Tomba delle Onde Marine), 4. in 3. stoletje pr. n. št.
- Grobnica niš (Tomba dell'Alcova), 4. - 3. stoletje pr. n. št.
- Tomba della capanna
- Tomba dei Vasi Greci
- Tomba dei Doli
- Tomba calabresi

Iz poznejšega etruščanskega obdobja sta dve vrsti grobnic: tumulusi in tako imenovane "kocke", ki so preproste kvadratne grobnice, zgrajene v dolgih vrstah vzdolž cest v nekropoli. Območje, ki ga je mogoče obiskati, obsega dve taki cesti, Via dei Monti Ceriti in Via dei Monti della Tolfa (6. stoletje pr. n. št.).
Tumulusi so krožne strukture, zgrajene v tufu; notranjost, izklesana iz živega skale, hiše so rekonstrukcije hiše mrtvih, vključno s koridorjem (dromos), osrednjo dvorano in več komor. Sodobno poznavanje etruščanskega vsakdanjega življenja je v veliki meri odvisno od številnih dekorativnih podrobnosti in najdb iz takih grobnic. Med najbolj znanimi grobnicami je Grobnica reliefov, ki je iz napisa označena da je pripadala družini Matuna in je opremljena z izjemno vrsto fresk, reliefov in skulptur, ki prikazujejo veliko takratnega orodja.

Novejše grobnice so iz 3. stoletja pred našim štetjem. Nekatere od njih zaznamujejo zunanji cipi (nizek, okrogel ali pravokoten podstavek, ki so ga postavili Rimljani za vojaške namene, kot je mejnik ali mejna postaja; napisi nekaterih cipi v britanskem muzeju kažejo, da so jih občasno uporabljali kot pogrebne spomenike), ki so cilindrični za moške in v obliki majhne hiše za ženske.
Veliko število odkritij iz Cerveterija je v Narodnem etruščanskem muzeju v Rimu, druga v Vatikanskih muzejih in številnih drugih muzejih po vsem svetu. Drugi, predvsem keramični izdelki, so v arheološkem muzeju v samem Cerveteriju.

### Drugi spomeniki
- Rocca (grad)
- Cerkev Santa Maria Maggiore, vključno s srednjeveškim delom, ki ga je mogoče doseči že od 1950-ih skozi slavolok.
- Palazzo Ruspoli, obnovljena kot palača Orsinijev leta 1533. Portik in loža na fasadi sta iz 17. stoletja. Povezan je s Santa Maria Maggiore preko passetto (zaprti most), zgrajen leta 1760.
- Mala cerkev Sant'Antonio Abate iz leta 1472 s fresko Lorenza da Viterba.
- Grad Cerenova

## Cerveteri DOC
Okoli mesta Cerveteri je italijanska vinska regija, ki proizvaja rdeča in bela mešana vina. Rdeča vina so mešanice 60% sangiovese in montepulciano, 25% csanese in do 30% canaiola, carignana in barbere. Grozdje je omejeno na pridelek 15 ton / ha, končno vino mora imeti najmanj 11-odstotno raven alkohola. Belo vino je sestavljajo kot minimalna mešanica 50% trebbiano romagnolo in giallo, največ 35% malvazije di Candia in največ 15% friulana, verdicchio, bellone in bombino bianco. Grozdje je omejeno na pridelek 14 ton / ha, končno vino mora imeti najmanj 12-odstotno raven alkohola.

## Antična škofija
Za starodavno škofijo, ki je prvotno imela sedež v Cerveterijah in je zdaj naslovna škofija, glej članek Caere.

## Pobratena mesta
- Fürstenfeldbruck, Nemčija
- Livry-Gargan, Francija
- Almuñécar, Španija